# Babinac (Ivanska)
Babinac (1948 és 1981 között Babinac Ivanski) falu Horvátországban Belovár-Bilogora megyében. Közigazgatásilag Ivanskához tartozik.

## Fekvése
Belovártól légvonalban 17, közúton 21 km-re délre, községközpontjától 5 km-re délre, a Monoszlói-hegység keleti lejtőin, Ivanska és Donja Petrička között, a Sredska-patak jobb partján fekszik.

## Története
A falu a török kiűzése után a 17. század közepén keletkezett, amikor katolikus horvát lakossággal telepítették be. 1774-ben az első katonai felmérés térképén „Dorf Babinecz” néven szerepel. A Horvát határőrvidék részeként a Kőrösi ezredhez tartozott. Lipszky János 1808-ban Budán kiadott repertóriumában „Babinecz” a neve.  
Nagy Lajos 1829-ben kiadott művében „Babinecz” néven 20 házzal, 166 katolikus lakossal találjuk. A település 1809 és 1813 között francia uralom alatt állt. 
A katonai közigazgatás megszüntetése után Magyar Királyságon belül Horvátország része, Belovár-Kőrös vármegye Belovári járásának része lett. A településnek 1857-ben 101, 1910-ben 245 lakosa volt. Lakói mezőgazdaságból, állattartásból éltek. 1918-ban az új szerb-horvát-szlovén állam, majd később Jugoszlávia része lett. 1941 és 1945 között a németbarát Független Horvát Államhoz, majd a háború után a szocialista Jugoszláviához tartozott. A háború után a fiatalok elvándorlása miatt lakossága folyamatosan csökkent. 1991-től a független Horvátország része. 1991-ben csaknem teljes lakossága horvát nemzetiségű volt. A délszláv háború idején mindvégig horvát kézen maradt. 1993 óta az önálló Ivanska község része, azelőtt Csázma községhez tartozott. 2011-ben a településnek 141 lakosa volt.

## Lakossága
| Lakosság változása | Lakosság változása | Lakosság változása | Lakosság változása | Lakosság változása | Lakosság változása | Lakosság változása | Lakosság változása | Lakosság változása | Lakosság változása | Lakosság változása | Lakosság változása | Lakosság változása | Lakosság változása | Lakosság változása | Lakosság változása |
| ------------------ | ------------------ | ------------------ | ------------------ | ------------------ | ------------------ | ------------------ | ------------------ | ------------------ | ------------------ | ------------------ | ------------------ | ------------------ | ------------------ | ------------------ | ------------------ |
| 1857               | 1869               | 1880               | 1890               | 1900               | 1910               | 1921               | 1931               | 1948               | 1953               | 1961               | 1971               | 1981               | 1991               | 2001               | 2011               |
| 101                | 91                 | 102                | 200                | 255                | 245                | 229                | 257                | 265                | 260                | 254                | 239                | 178                | 174                | 157                | 141                |

## Nevezetességei
Páduai Szent Antal tiszteletére szentelt római katolikus kápolnája a falu közepén a főút mellett áll. Kis méretű épület félköríves apszissal. A homlokzat felett kis, fából készített harangtorony emelkedik. A bejárat feletti táblán a „Sveti Antun moli za nas” (Szent Antal könyörögj érettünk) felirat olvasható. A szent ünnepe minden év június 13-a a falu búcsúnapja, amikor összegyűlnek a rokonok és a faluból elszármazottak.

## Gazdaság
Itt a falu nyugati szélén található a Kudumija család családi gazdasága, mely mintegy 30 hektáron terül el. A gazdasághoz étterem, 60 szobás vendégszállás, tó, vadaspark is tartozik. Nagyobb rendezvényeket, lakodalmakat is lebonyolítanak.